# آني غونغجو
الأميرة آني (안의공주 | 安懿公主) (ولدت في ؟ وماتت في ؟). هي الابنة الوحيدة لإغجو ملك جوسون.

## حياتها
هي الابنة الوحيدة لإغجو ملك جوسون (익조 | 翼祖) من زوجته الملكة جونغسغ من عشيرة يونغهنغ تشوي (정숙왕후 영흥최씨 | 貞淑王后 永興崔氏). لها ثمانية إخوة أشقاء. تزوجت من جُدان (주단 | 朱端) ابن معلم موغجو ملك جوسون. وانتقلوا مع العائلة عندما انتقلت. تاريخ وفاتها غير معروف.
في 1392 (السنة الأولى من حكم الملك تايجو) بعد تأسيس مملكة جوسون أعطيت لقب بعد الوفاة, وكذلك والدها وجدها, وأيضاً والدتها التي رفعت لمرتبة جونغب (정비 | 貞妃). في 1411 (السنة الإحدى عشر من حكم الملك تايجونغ) والدها إغ رفع لمرتبة إغجو (익조 | 翼祖), ووالدتها إلى(정숙왕후 | 貞淑王后) الملكة جونغسغ.
وفقاً لحوليات غوجونغ إمبراطور كوريا في 15 أبريل 1901 (السنة الثمانية والثلاثين, السنة الخامسة من حكمه الإمبراطوري) فإنه تم رفع مرتبتها وإعطاءها لقب الأميرة آني (안의공주 | 安懿公主), تم اعتبارها رسمياً من (선원보략 | 璿源譜略) «سونوون بولياغ».

## الأسرة

### الأقارب
- الأب: إغجو ملك جوسون (익조 | 翼祖).
  - أب في القانون (والد الزوج): جوينهوان (주인환 | 朱印還).
- الأم: الملكة جونغسغ من عشيرة يونغهنغ تشوي (정숙왕후 영흥최씨 | 貞淑王后 永興崔氏).
- الإخوة:
  - الأمير العظيم هامنيونغ, (함녕대군 | 咸寧大君), يي آن (이안 | 李安), الأخ الأول.
  - الأمير العظيم هامتشانغ, (함창대군 | 咸昌大君), يي جانغ (이장 | 李長), الأخ الثاني.
  - الأمير العظيم هاموون, (함원대군 | 咸原大君), يي سونغ (이송 | 李松), الأخ الثالث.
  - الملك العظيم دوجو, (도조대왕 | 度祖大王), يي تشن (이춘 | 李椿), الأخ الرابع.
  - الأمير العظيم هامتشون, (함천대군 | 咸川大君), يي وون (이원 | 李源), الأخ الخامس.
  - الأمير العظيم هامرينغ, (함릉대군 | 咸陵大君), يي غوتاي (이고태 | 李古泰), الأخ السادس.
  - الأمير العظيم هاميانغ, (함양대군 | 咸陽大君), يي جون (이전 | 李腆), الأخ السابع.
  - الأمير العظيم هامسونغ, (함성대군 | 咸城大君), يي ينغ-غو (이응거 | 李應巨), الأخ الثامن.

### العائلة
عاشت الأسرة في هونام ثم انتقلت إلى الشمال مع الملك موغجو عندما انتقل إلى هناك. كسب زوجها لقب جواغن دوتونغجي (좌군도통제 | 左軍都統制). كسب لقباً آخر غير مستعمل ولكنه مسجل وهو سيغيبوتشايغ (세계보책 | 世系譜冊). في 14 أبريل 1901 نفذ الأمير وانسن (완순군 | 完順君) ما أمر به الإمبراطور غوجونغ, من ضمهما للقائمة.
- الزوج:
  - جُدان (주단 | 朱端).
- الأبناء:
  - غير معروف.